# Dystrykt Umerkot
Dystrykt Umerkot (urdu: ضِلع عُمركوٹ, także Umarkot) – dystrykt w południowym Pakistanie w prowincji Sindh. W 1998 roku liczył 663 095 mieszkańców (z czego 52,75% stanowili mężczyźni) i obejmował 122 335 gospodarstw domowych. Siedzibą administracyjną dystryktu jest Umerkot.